# Nanwang vattenregleringssystem
Nanwang vattenregleringssystem ((南旺分水; Nánwàng fēnshuǐ)) eller (南旺水利枢纽; Nánwàng shuǐlìshūniǔ) är ett historiskt vattenregleringssystem för Stora kanalen i Shandongprovinsen i Kina. Nanwang vattenregleringssystem är uppfört vid den högsta punkten på den historiska kanalen i Nanwang i Wenshang härad i Jining storstadsområde.
Kejsar Yongle (r. 1402–1424) flyttade Mingdynastins huvudstad från Nanjing till Peking vilket ökade behovet av trafik längs Stora kanalen. Kanalens passage över Shandonghalvön (Huitongkanalen) var svårpasserad på grund av slussar och ofta låga vattennivåer vilket gjorde att kejsaren 1411 beordrade Song Li att renovera den problematiska sektionen.
Med hjälp av den lokala experten Bai Ying byggde Song Li ett vattenregleringssystem som även inkluderade ett flertal slussar. När systemet var färdigställt kunde det reglera vattenflödet i kanalen.
Daicundammen (戴村坝) fördelade vatten via "Lilla Wenfloden" till systemets vattenmagasin. Beroende på vattentillgång varierade storleken på vattenmagasinen kraftigt. Under mitten av 1400-talet uppfördes slussar norr och söder om Nanwang tillsammans med vallar kring vattenmagasinen. Projektet utfördes i flera olika faser under perioden 1411 till 1505.
Idag är Nanwang vattenregleringssystem en arkeologisk lokal och utgrävningarna inleddes 2008 då 4 000 kvadratmeter grävdes ut.